# انترپرایز (یوتا)
انترپرایز (به انگلیسی: Enterprise) شهری در ایالت یوتا کشور ایالات متحده آمریکا است که جمعیت آن در سرشماری سال ۲۰۱۰ میلادی، ۱٬۷۱۱ نفر بوده‌است.